# Vladimir Makhnutin
Vladimir Makhnutin (en russe : Владимир Владимирович Махнутин, Vladimir Vladimirovitch Makhnutin) né le 28 octobre 1970 à Tchoussovoï (krai de Perm) est un lugeur russe.

## Carrière
Ayant commencé la luge en 1997, il débute en Coupe du monde en 2006-2007, associé en double avec Vladisilav Yuzhakov. Il signe ses premiers podiums dans des épreuves de relais lors de la saison 2010-2011 où il améliore aussi ses résultats en double avec trois quatrièmes places dont l'une lors des Championnats du monde.
Au début de la saison 2011-2012, il monte sur son premier podium en double en se classant deuxième de la manche d'Igls, après plusieurs autres bons résultats, il finit au sixième rang au classement général, le meilleur enregistré en carrière. Durant cet hiver, il aussi décroché la médaille d'argent aux Championnats du monde à Altenberg dans l'épreuve de relais.
Aux Jeux de Vancouver 2010, il prend la dixième place du double. Aux Jeux de Sotchi 2014, qu'il dispute devant son public, il termine neuvième. Après la fin de la saison 2013-2014, son association avec Yuzhakov s'achève.  
Ses autres principaux succès ont été glanés dans les Championnats d'Europe où il a remporté deux titres en relais en 2012 et 2014, une médaille de bronze en relais en 2013 ainsi que la médaille d'argent en double en 2014.

## Palmarès
- Jeux olympiques d'hiver
  - Vancouver 2010  : dixième du simple
  - Sotchi 2014  : neuvième du double

- Championnats du monde
  - Altenberg 2012 :  Médaille d'argent en relais et cinquième en double
  - Cesana Torinese 2011 : quatrième en double

- Coupe du monde
  - Meilleur classement général : 6e en 2012.
  - 3 podiums en double
  - 10 podiums par équipes

- Championnats d'Europe
  -  médaille d'or par équipes en 2012 à Paramonovo.
  -  médaille d'or par équipes en 2014 à Sigulda.
  -  médaille d'argent du double en 2014 à Sigulda.
  -  Médaille de bronze en relais en 2013 à Oberhof